# Херој Совјетског Савеза
Херој Совјетског Савеза (рус. Герой Советского Союза) је било највише почасно звање у Совјетском Савезу, установљено 1934. године. Додељивало се за изузетне заслуге, личне или колективне подвиге у служби совјетске државе и друштва. Овим одликовањем одликовано је 12.772 људи. Највећи број хероја одликован је за заслуге током Великог отаџбинског рата Совјетског Савеза од 1941. до 1945. године. Поред звања Хероја Совјетског Савеза добијао се Орден Лењина, Медаља Златна звезда (симбол хероја Совјетског Савеза) и Повеља хероја (грамота) које је додељивао Президијум Врховног савета Совјетског Савеза. По узору на ово одликовање и у другим социјалистичким земљама уведена су слична одликовања хероја.

## Историја
Звање Хероја Совјетског Савеза установљено је 16. априла 1934. године, одлуком Централног извршног комитета Совјетског Савеза, за личне или колективне услуге држави са извршењем херојских дела. Први примаоци овог звања добијали су само Орден Лењина, тада највише совјетско одликовање, и повељу хероја ("грамота") коју је додељивао Президијум Врховног совјета Совјетског Савеза и која је описивала херојски чин. Да би се Хероји Совјетског Савеза разликовали од осталих носилаца Ордена Лењина, одлуком Президијума Врховног савета Совјетског Савеза, 1. августа 1939. године уведена је Медаља Златна звезда која је се додељивала носиоцима овог звања. Истом одлуком одлучено је да сви дотадашњи носиоци звања добију медаљу. Аутор Медаље Златне звезде био је архитекта Мирон Мержанов.
Другим Указом од 16. октобра 1939. године, утврђен је спољни изглед медаље и предвиђена је и могућност вишекратног награђивања. Према нумерацији хероја, двоструки херој добијао је другу медаљу и бронзану спомен-бисту у отаџбини; троструки херој добијао је трећу медаљу и његова бронзана биста требало је да буде постављена у Дворани Совјета у Москви. Давање Ордена Лењина приликом награђивања другом и трећом медаљом, није предвиђено. О додели таквог звања, по четврти пут, у Указу није речено ни речи, као и о могућем броју награда једном човеку. Пошто је изградња Дворане Совјета у Москви, због рата била одложена, а после рата се одустало од градње, бисте троструких хероја постављале су у Кремљу.
Указом од 6. септембра 1967. године уведен је низ повластица за Хероје Совјетског Савеза. Одлуком из 1973. године уведена је додела Ордена Лењина приликом другог и трећег проглашења за хероја. Праксу доделе титуле хероја више пута укинуо је Врховни совјет Совјетског Савеза 1988. године током перестројке.
После распада Савеза Совјетских Социјалистичких Република, као пандамо овом звању у Руској федерацији је уведено звање Херој Руске Федерације. У Белорусији и Украјини је такође уведено слично одликовање — Хероја Белорусије, односно Хероја Украјине.

## Број одликованих
Укупно је проглашено 12.772 Хероја Совјетског Савеза. Од тога су њих 101 проглашени двоструко, 3 троструко и 2 четвороструко. Иако оригинални Статут Хероја Совјетског Савеза није предвиђао четвороструко награђивање, Георгиј Жуков, маршал Совјетског Савеза и Леонид Брежњев, генерални секретар ЦК КПСС-а и председник Президијума Врховног совјета СССР, су под контроверзним околностима, у супротности са статутом, који је остао непромењен до укидања одликовања 1991. године, одликовани четврти пут. Звања Хероја Совјетског Савеза лишено је 74 лица из разних разлога, у највећем броју кривичних дела.
Први носиоци звања Хероја Совјетског Савеза били су пилоти: Анатолиј Љапидевски, Сигизмунд Леваневски, Василиј Молоков, Николај Камањин, Иван Дороњин, Михаил Водопјанов и Маврики Слепњов учесници успешног проналажења и спашавања посаде пароброда „Чељускин“, у водама Антарктика, 13. фебруара 1934. године. Прва жена проглашена за Хероја Совјетског Савеза била је Валентина Гризобудова, прва жена пилот у Совјетском Савезу, одликована 2. новембра 1938. године.
До почетка 1941. године звање хероја имало је 626 лица, укључујући три жене и петоро двоструко одликованих. Највећи број Хероја Совјетског Савеза, њих 11.635 (92% од укупног броја) одликован је за заслуге током Великог отаџбинског рата Совјетског Савеза. Међу Херојима из Великог отаџбинског рата налази се 87 жена, а прва одликована била је Зоја Космодемјанскаја, совјетска партизанска, 16. фебруара 1942. године. Такође за заслуге током рата одликовано је и 13 градова у Совјетском Савезу, који су добили почасни назив - град-херој.

## Фото галерија Хероја Совјетског Савеза
- Георгиј Жуков

## Градови хероји у Совјетском Савезу
- Москва, Руска СФСР, одликована 8. маја 1965. године
- Лењинград, Руска СФСР, одликован 8. маја 1965. године
- Стаљинград, Руска СФСР, одликован 8. маја 1965. године
- Кијев, Украјинска ССР, одликован 8. маја 1965. године
- Одеса, Украјинска ССР, одликована 8. маја 1965. године
- Севастопољ, Украјинска ССР, одликован 8. маја 1965. године
- Брестовска тврђава, Белоруска ССР, одликована 8. маја 1965. године
- Новоросијск, Руска СФСР, одликован 14. септембра 1973. године
- Керч, Украјинска ССР, одликован 14. септембра 1973. године
- Минск, Белоруска ССР, одликован 26. јуна 1974. године
- Тула, Руска СФСР, одликована 7. децембра 1976. године
- Мурманск, Руска СФСР, одликован 6. маја 1985. године
- Смоленск, Руска СФСР, одликован 6. маја 1985. године